# Terrifier
Terrifier ist ein US-amerikanischer Slasher-Film aus dem Jahr 2016 von Damien Leone. Der Film basiert auf der von Leone ersonnenen Figur von Art the Clown, den er in zwei Kurzfilmen, die später in seinem Episodenhorrorfilm All Hallows’ Eve – Komm raus und spiel! (2013) verpackt wurden, einführte.

## Handlung
Die Talkshow-Moderatorin Monica wird nach einem Interview mit einer schwer deformierten jungen Frau von dieser angegriffen und verstümmelt. Die Verletzungen, die zu den Deformationen geführt haben, zog sich diese in der Halloween-Nacht vor einem Jahr zu. Verantwortlich zeichnete der Killerclown Art the Clown, der in dieser Nacht gestorben sein soll.
Ein Jahr zuvor: Tara Heyes und ihre Freundin Dawn feiern an Halloween. Da beide nicht mehr fahren können, entschließen sie sich, in einer nahe gelegenen Pizzeria noch etwas zu essen. Noch am Auto fällt ihnen ein sonderbarer Clown auf, der sie scheinbar regungslos beobachtet. Er folgt ihnen in die Pizzeria, in der er sich merkwürdig verhält. Dawn provoziert ihn. Da der Clown in der Pizzeria nichts essen will, wird er vom Besitzer hinausgeworfen. Nach dem Essen verlassen die beiden Freundinnen die Pizzeria und kehren zurück zu ihrem Auto, an dem sie feststellen, dass ihr Reifen platt gestochen wurde. Da der Ersatzreifen nicht vorhanden ist, entscheiden sie sich, Victoria, Taras Schwester, anzurufen und sie zu bitten, sie abzuholen. Nachdem diese von Tara überredet wurde, macht sie sich auf den Weg. Währenddessen tötet der Clown die Mitarbeiter der Pizzeria.
Tara überredet einen Kammerjäger, die Toilette eines nahe gelegenen Lagerhauses aufzuschließen. Während sie ihr Geschäft verrichtet, erfährt Dawn über das Autoradio, dass sich ein Killerclown in den Straßen herumtreibt. Doch es ist zu spät, ihre Freundin zu warnen, denn Art ist schon da und verschleppt sie.
Im Lagerhaus macht Tara die Bekanntschaft mit einer mysteriösen und offensichtlich verrückten Katzenfrau. Anschließend wird sie von Art überwältigt und wacht gefesselt auf einem Stuhl auf. Sie muss mit ansehen, wie Dawn von Art zerstückelt wird. Zwar kann sie sich befreien, doch ihre Flucht endet damit, dass sie nach einigen Kämpfen von Art angeschossen und schließlich mit mehreren Schüssen getötet wird.
Mittlerweile kommt auch Victoria an. Sie kann sich Zugang zum Lagerhaus verschaffen und macht schnell Bekanntschaft mit Art. Ein Mann namens Mike taucht auf und rettet sie vor Arts Angriff, indem er den Clown von hinten niederschlägt. Mike ruft die Polizei, doch bevor er mit Victoria fliehen kann, erscheint Art wieder und tötet ihn. Victoria flieht in eine Garage, deren Tor Art mit einem Truck auframmt, wobei er sie anfährt. Gerade als der Clown von ihrem Gesicht isst, erreicht die Polizei den Tatort und Art erschießt sich. Victoria überlebt schwer verletzt. Nun wird klar, dass sie die Frau vom Anfang des Filmes ist. Art wird in die Leichenhalle gebracht, wo er nach einem mysteriösen Stromausfall zu neuem Leben erwacht.

## Hintergrund
Art, der Clown, hatte seinen ersten Auftritt im Kurzfilm The 9th Circle von Damien Leone aus dem Jahr 2008. 2011 folgte ein Kurzfilm namens Terrifier. Beide wurden (zusammen mit einer weiteren Episode) Teil des Episodenfilms All Hallows' Eve – Komm raus und spiel!.
Der Film erlebte seine Premiere am 15. Oktober 2016 auf dem Telluride Horror Show Film Festival. Für die deutsche Fassung, die am 6. Dezember 2018 über Tiberius Media als DVD und Blu-Ray erschien, wurde der Film um 1 Minute und 42 Sekunden geschnitten. Eine Uncut-Version wurde 2018 über Nameless Media veröffentlicht.

## Rezeption
Für n-TV schrieb Thomas Badtke eine wohlwollende Rezension:

„Die Story ist nicht neu, auch nicht bahnbrechend, aber die stringente Umsetzung reißt das wieder raus. Es wird eben nicht lange gefackelt, dafür viel geschrien, gestochen, geschnitten und gemordet.(…) Mit ‚Terrifier‘ hat sich Art, the Clown in die Topliga der Killerclowns ganz weit nach oben gemordet. Das sollte reichen, um ihm weitere Filme zu widmen. Er muss ja nicht nur an Halloween sein Unwesen treiben.“

## Fortsetzungen
Im Juli 2019 wurde bekannt, dass Damien Leone an einer Fortsetzung zu Terrifier arbeitete, bei der er erneut für die Regie und das Drehbuch verantwortlich war. Auch David Howard Thornton kehrte als Art the Clown zurück. Per Crowdfunding auf Indiegogo wurde bereits nach drei Stunden das Spendenziel von 50.000 US-Dollar, das zur Produktion des Films benötigt wurde, erreicht. Ein erster Trailer zu Terrifier 2 wurde im Juli 2020 veröffentlicht. Der Film kam am 6. Oktober 2022 in die US-amerikanischen und am 8. Dezember 2022 in die deutschen Kinos.
Der dritte Teil der Reihe erschien, verantwortet vom gleichen Filmteam, in den Vereinigten Staaten am 11. Oktober 2024 und – pünktlich zu Halloween – am 31. Oktober auch in Deutschland und Österreich.